# Joost van den Vondel
Joost van den Vondel (Colònia, Sacre Imperi Romanogermànic el 17 de novembre de 1587 – Amsterdam, Províncies Unides el 5 de febrer de 1679) va ser un dramaturg, poeta i escriptor neerlandès, el més cèlebre de l'Edat d'Or Neerlandesa. És considerat el poeta i dramaturg holandès més destacat del segle xvii. Les seves obres són les d'aquell període que encara es fan amb més freqüència i la seva èpica Joannes de Boetgezant (1662), sobre la vida de Joan Baptista, ha estat anomenat la millor epopeia neerlandesa.
Les obres teatrals de Vondel es van realitzar regularment fins als anys seixanta. El més visible va ser la representació anual, el dia de Cap d'Any de 1637 a 1968, de Gijsbrecht van Aemstel.
Vondel va romandre productiu fins a la vellesa. Algunes de les seves obres més destacades com Plantilla:Interlanguage link multi i Plantilla:Interlanguage link multi es van escriure després de 1650, quan ja tenia 65 anys, i la seva última obra Plantilla:Interlanguage link multi, escrit als vuitanta anys, és considerat un dels seus millors.

## Biografia
Els seus pares eren artesans anabaptistes de Brabant que van fugir de la intransigència religiosa espanyola traslladant-se a Colònia, on va néixer Joost. Posteriorment, cap el 1597 la família es va tornar a traslladar a Amsterdam on Joost va rebre la seva formació escolar. Als 23 anys, Vondel es va casar amb Mayken de Wolff. Junts van tenir quatre fills, dels quals dos van morir a la infància. Després de la mort del seu pare el 1608, Vondel va dirigir la botiga de mitges familiars a Warmoesstraat a Amsterdam, de la que, cap al 1610, es va fer càrrec la seva dona Maaiken van der Wolff. Ell, per la seva banda, es dedicava als estudis i a la literatura, arribant a obtenir un perfecte domini del grec i el llatí de forma autodidacta i es va familiaritzar amb poetes famosos com Roemer Visscher.
L'any 1611 publica el seu primer drama Het Pascha ofte de Verlossing Israels uit Egypten (La pasqua o la salvació d'Israel des d'Egipte), que tot i el títol, fa referència a l'alliberament dels Països Baixos del domini espanyol. La seva tercera obra, Palamedes of Vermoorde Onnooselhejid, va ser prohibida i Joost va ser condemnat a pagar una multa de 300 florins degut al rerefons polític de la mateixa. El 1641 Joost, qui era diaca de l'església baptista, es va convertir al catolicisme, el que li va valer l'enemistat amb el poeta Pieter Corneliszoon Hooft. Aquesta va ser una gran sorpresa per a la majoria dels seus compatriotes perquè la principal convicció i la religió estatal de facto a la República era el protestantisme calvinista. Encara no se sap per què es va convertir en catòlic, tot i que el seu amor per a una dama catòlica podria haver tingut un paper en això (Mayken de Wolff havia mort el 1635). Posteriorment la representació teatral de la seva obra Lucifer (1654) va ser prohibida per l'església protestant el que va provocar que s'esgotés l'edició en pocs dies.
Coincidint amb el moment més reeixit de la seva carrera la botiga de mitges, ara dirigida pel seu fill, va fer fallida i Joost, per evitar la presó al seu fill, es va fer càrrec de tots els deutes amb les seves pertinences, el que va provocar que s'arruïnés i ja a la seva vellesa, hagués d'acceptar una feina al mont de pietat que realitzaria durant 10 anys. Al llarg de la seva trajectòria també va realitzar múltiples traduccions del llatí i el grec d'autors clàssics.
Durant la seva vida, es va convertir en un dels principals defensors de la tolerància religiosa. Després de la detenció, el judici i la immediata decapitació del líder civil més important dels Estats dels Països Baixos, Johan van Oldenbarnevelt (1619), al comandament del seu enemic, el príncep Maurits de Nassau i el sínode de Dort (1618-1619), els calvinistes s'havien convertit en el poder religiós decisiu a la República. La pràctica pública del catolicisme, l'anabaptisme i l'arminianisme va ser oficialment prohibida a l'hora, però es va tolerar el culte a les cases clandestines de pregària. Vondel va escriure moltes sàtires que criticaven als calvinistes i exaltaven Oldenbarnevelt. Això, juntament amb la seva nova fe, el convertí en una figura impopular en els cercles calvinistes. Va morir com un home amarg, encara que va ser homenatjat per molts companys poetes, el 5 de febrer de 1679.
George Borrow el va anomenar, de molt, l'home més gran que Holanda va produir mai."

### Lucifer(1654) i elParadís perdutde Milton

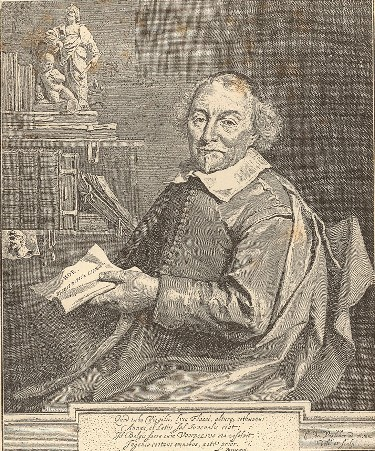
Retrat de Joost van den Vondel de Cornelis de Visscher, 1657

S'ha suggerit que John Milton es va inspirar en Lucifer (1654) i Adam in Ballingschap (1664) per al seu Paradise Lost (1667). En alguns aspectes, les dues obres tenen similituds: el focus a Lucifer, la descripció de la batalla al cel entre les forces de Lucifer i Miquel, i l'anticlímax quan Adam i Eva abandonen el paradís.
Un exemple de similitud és el següent:
"Aquí podem regnar segur, i en la meva elecció regnar val l'ambició, encara que a l'infern.
És millor regnar a l'infern que servir al cel."
Paradís perdut de Milton
"Is ’t noodlot, dat ick vall', van eere en staet berooft,

Laet vallen, als ick vall', met deze kroone op ’t hooft,

Dien scepter in de vuist, dien eersleip van vertrouden,

En zoo veel duizenden als onze zyde houden.

Dat valle streckt tot eer, en onverwelckbren lof:

En liever d' eerste Vorst in eenigh laeger hof,

Dan in ’t gezalight licht de tweede, of noch een minder

Zoo troost ick my de kans, en vrees nu leet noch hinder."
Traducció:

És el destí que cauré, despullat d'honor i dignitat,

Llavors deixa'm caure, si hagués de caure, amb aquesta corona sobre el meu cap

Aquest ceptre al meu puny, aquesta companyia de lleialtats,

I tants com són lleials al nostre costat.

Aquesta caiguda honoraria a un i donaria els elogis sense fer-ho:

I més aviat [seria jo] el principal rei en qualsevol tribunal inferior,

Que el segon lloc en la llum més sagrada, o encara menys

Per tant, justifico la meva revolta, i ara tinc por de dolor o impediment.
Lucifer de Vondel

## Commemoració
El parc més gran d'Amsterdam, el Vondelpark, porta el seu nom. Hi ha una estàtua de Vondel a la part nord del parc. A més, hi ha un carrer Vondel a Colònia, la "Vondelstraße" al districte de Neustadt-Süd.
El bitllet holandès de cinc florins va portar el retrat de Vondel des de 1950 fins que va ser suspès el 1990.

## Obres
- 1611. Het Pascha ofte de Verlossing Israels uit Egypten.
- 1620. Hiërusalem verwoest.
- 1625. Palamedes of Vermoorde Onnooselheijd.
- 1626. De Amsteldamse Hecuba.
- 1635. Jozef of Sofompaneas.
- 1637. Gijsbrecht van Aemstel.
- 1639. Maeghden.
- 1640. Gebroeders, tragèdia.
- 1640. Joseph in Dothan.
- 1640. Joseph in Egypten.
- 1641. Peter en Pauwels.
- 1646. Maria Stuart of Gemartelde Majesteit.
- 1647. Leeuwendalers, lantspel.
- 1648. Salomon, tragèdia.
- 1654. Lucifer, tragèdia.
- 1657. Salmoneus, tragèdia.
- 1659. Jeptha of Offerbelofte.
- 1660. David in Ballingschap.
- 1660. David hersteld.
- 1660. Samson of Heilige wraak.
- 1661. Adonias of Rampsalighe kroonzucht.
- 1663. Batavische gebroeders of Onderdruckte vryheit.
- 1663. Faëton of Reuckeloze stoutheit.
- 1664. Adam in Ballingschap of Aller treurspelen Treurspel.
- 1667. Zunchin of Ondergang der Sineesche heerschappije.
- 1667. Noah of Ondergang der eerste wereld.